# Stephanskirchen
Stephanskirchen ist eine der größten Gemeinden im oberbayerischen Landkreis Rosenheim. Rathaus und Sitz der Verwaltung befinden sich im Gemeindeteil Schloßberg. Stephanskirchen ist mit Bad Endorf, Riedering, Prutting und Söchtenau eine der fünf Simssee-Gemeinden.

## Geographie

### Geographische Lage

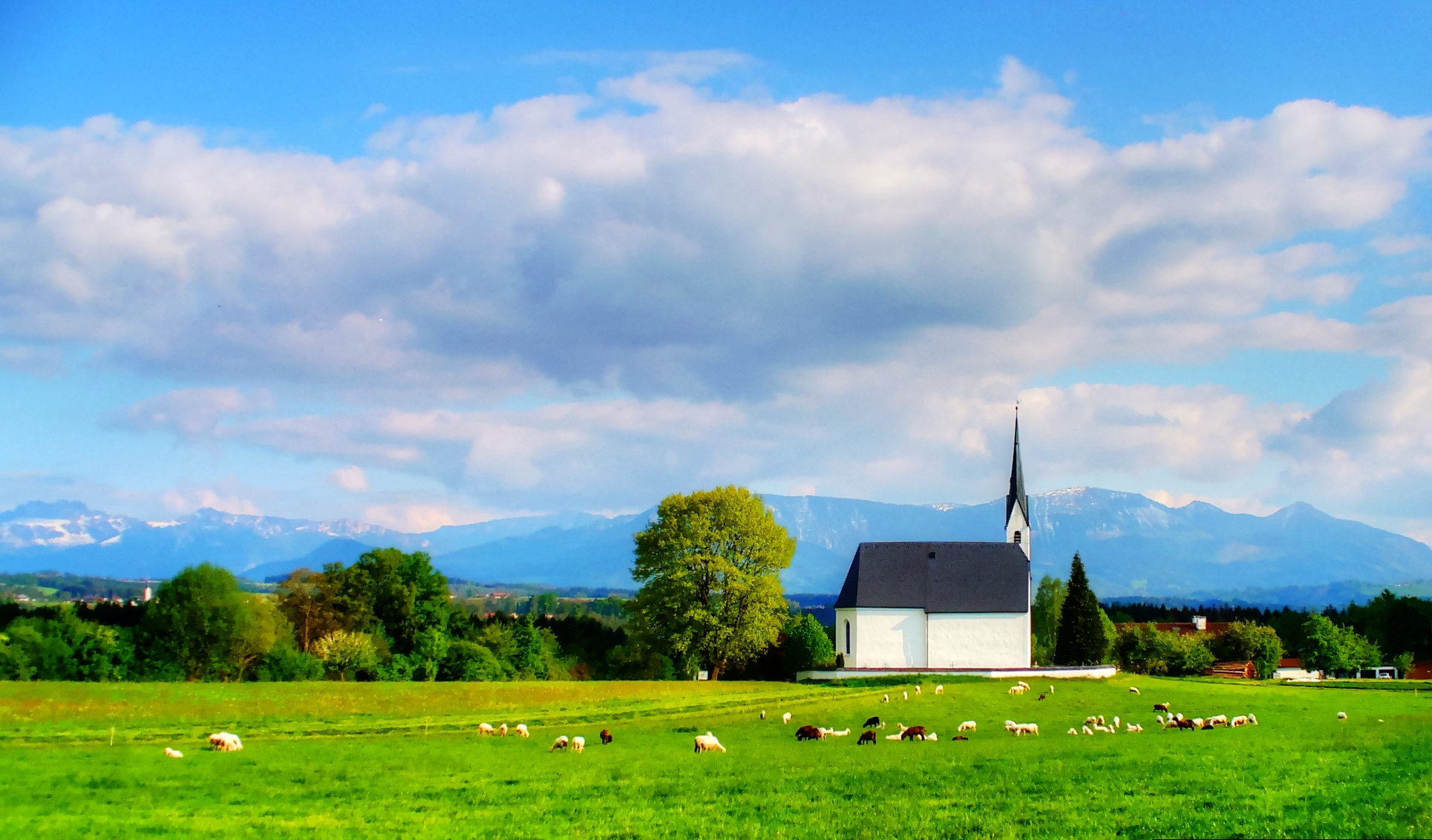
Filialkirche "St. Magdalena" in Baierbach bei Stephanskirchen

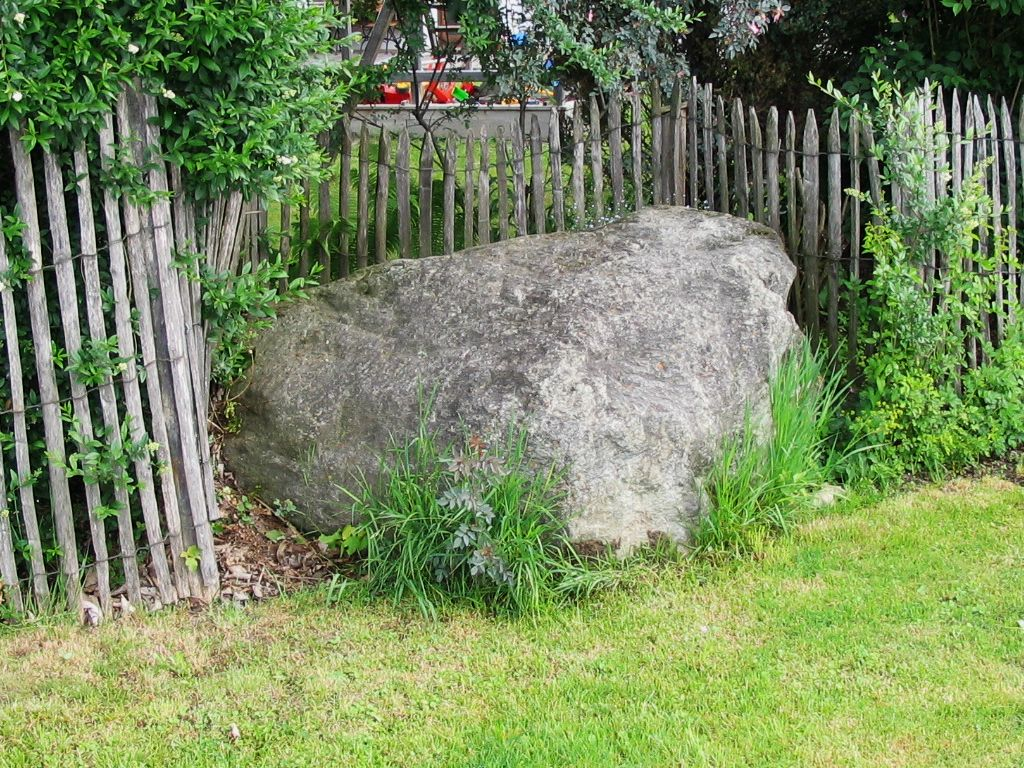
Findling mit Gartenzaun-„Umbauung“; Waldering, Gemeinde Stephanskirchen

Die Gemeinde befindet sich auf einer glazial überformten Hochebene und wird im Westen durch den Inn und im Osten durch den Simssee begrenzt. Das Tal der Sims ist die natürliche südliche Grenze, im Norden liegen Waldgebiete mit mehreren kleinen Seen. Stephanskirchen liegt innerhalb des Rosenheimer Beckens im Gebiet des früheren Inn-Gletschers. Im Gemeindegebiet befinden sich daher zahlreiche Findlinge.

### Nachbargemeinden
| Schechen, Vogtareuth | Prutting                                    | Bad Endorf |
| Rosenheim            | Kompassrose, die auf Nachbargemeinden zeigt | Riedering  |
| Rohrdorf             | Riedering                                   |            |

### Gemeindegliederung
Es gibt 48 Gemeindeteile:
- Baierbach
- Eckenholz
- Eichbichl
- Eitzing
- Entleiten
- Fussen
- Gehering
- Graben
- Grasweg
- Haiden
- Haidholzen
- Hofau
- Hofleiten
- Hofmühle
- Högering
- Höhensteig
- Innleiten
- Kieling
- Kleinholzen
- Kohlhaufmühle
- Kragling
- Kreut
- Kronstauden
- Krottenhausmühle
- Lack
- Landl
- Landlmühle
- Lauterbacherfilze
- Leiten
- Leonhardspfunzen
- Murnau
- Neumühle
- Oed
- Pulvermühle
- Puster
- Reikering
- Schloßberg
- Schömering
- Sims
- Simserfilze
- Simssee
- Sonnenholz
- Stephanskirchen
- Waldering
- Weinberg
- Westerndorf
- Westerndorferfilze
- Ziegelberg

Scheiberloh wird zwar auf Ortsschildern ausgewiesen, ist aber kein offizieller Ortsteil von Stephanskirchen.

### Natur
Folgende Schutzgebiete berühren das Gemeindegebiet:
- Naturschutzgebiet Südufer des Simssees (NSG-00433.01)
- Landschaftsschutzgebiet Inntal Süd (LSG-00595.01)
- Landschaftsschutzgebiet Schutz des Simssees und seiner Umgebung (LSG-00111.01)
- Landschaftsschutzgebiet Inschutznahme des Litzelsees und seiner Umgebung als LSG (LSG-00145.01)
- Landschaftsschutzgebiet Schutz des Inntales (LSG-00535.01)
- Fauna-Flora-Habitat-Gebiet Simsseegebiet (8139-371)
- Fauna-Flora-Habitat-Gebiet Innauen und Leitenwälder (7939-301)

## Geschichte

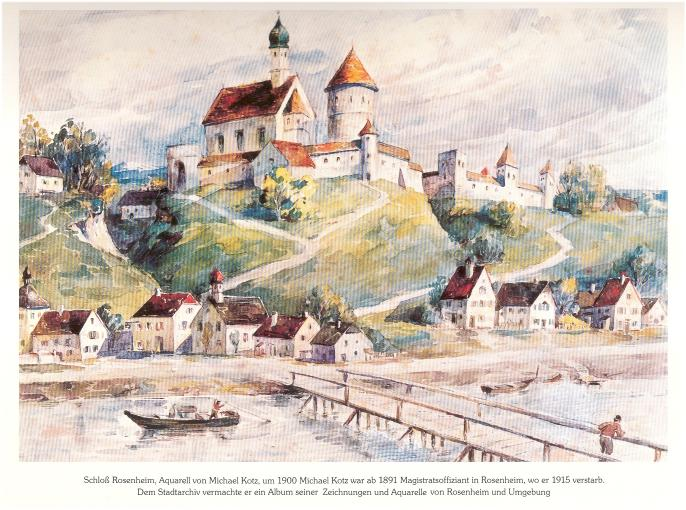
Aquarell des Schlosses Rosenheim nach alten Vorlagen (Michael Kotz um 1900)

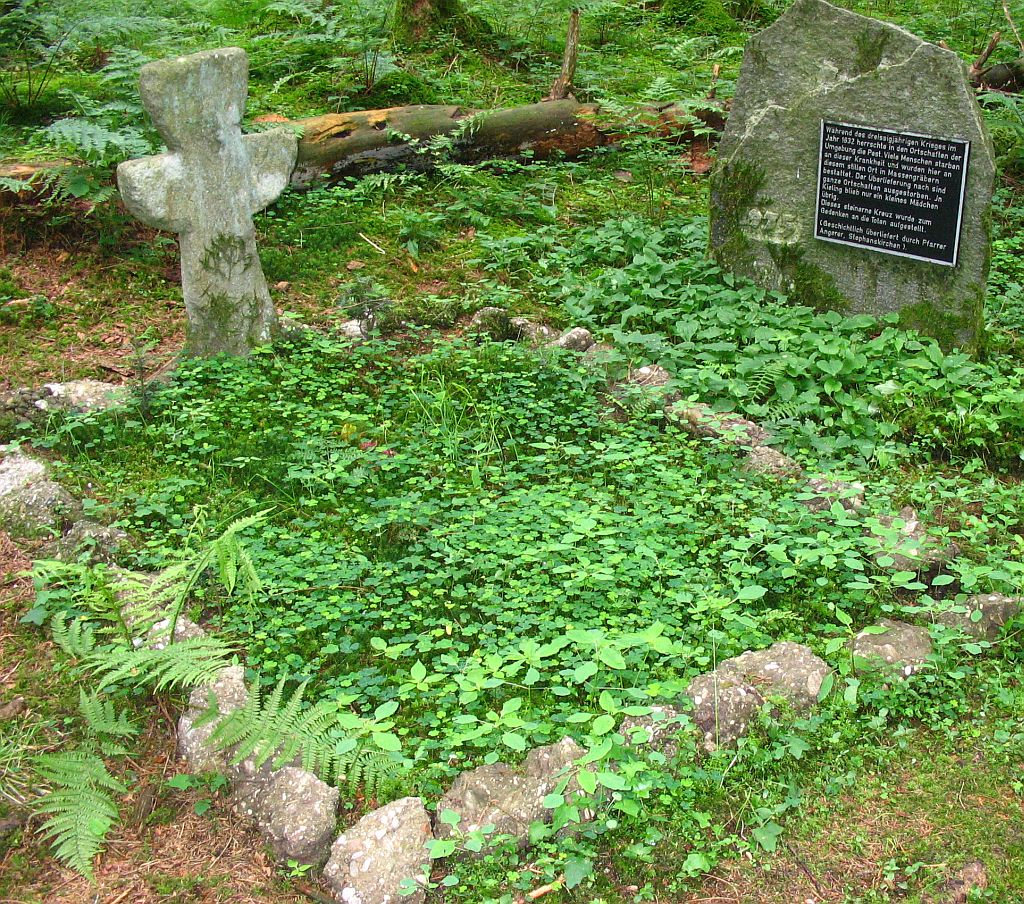
Das „Pestkreuz“ im Wald von Kieling

Die ältesten Spuren datieren auf das dritte und vierte Jahrtausend v. Chr. und sind im Doblergraben sowie am Ziegelberg zu finden.
Eine Römerstraße überquerte bei Leonhardspfunzen auf der „pons aeni“ den Inn und verlief in Richtung Westen bis nach Augsburg.
Von der ersten christlichen Kirche „ecclesia ad sinsa“ wird im Jahr 790 in der Gegend um Sims berichtet. 1130 wurde das Dorf Stephanskirchen erstmals urkundlich als „stevenchirgen“ erwähnt. Auf dem Schlossberg befand sich die Burg Rosenheim, auch Schloss Rosenheim genannt. Erstmals im Jahre 1232 erwähnt, diente es als Verwaltungs- und Gerichtssitz der Wittelsbacher; es verfiel Anfang des 19. Jahrhunderts.
Die Pestepidemien des Mittelalters forderten auch in Stephanskirchen ihren Tribut. Im Wald zwischen Kieling und Baierbach steht ein Gedenkstein zum Andenken an die dort Begrabenen. Die Aufschrift der Gedenktafel lautet:
Während des Dreißigjährigen Krieges im Jahr 1632 herrschte in den Ortschaften der Umgebung die Pest. Viele Menschen starben an dieser Krankheit und wurden hier an diesem stillen Ort in Massengräbern bestattet. Der Überlieferung nach sind ganze Ortschaften ausgestorben. In Kieling blieb nur ein kleines Mädchen übrig. Dieses steinerne Kreuz wurde zum Gedenken an die Toten aufgestellt. (Geschichtlich überliefert durch Pfarrer Angerer, Stephanskirchen).
In den Hauptmannschaften Gehering und Stephanskirchen, Vorläufern der heutigen Gemeinde Stephanskirchen, herrschten bis ins 18. Jahrhundert ländliche Strukturen vor. Stephanskirchen und die neu entstandene Arbeiter- und Taglöhnersiedlung Hofleiten wurden im Zuge der Verwaltungsreformen in Bayern 1818 selbständige politische Gemeinden. 1854 kam es zur Vereinigung von Hofleiten und Stephanskirchen. Aufgrund der sozialen Unterschiede kam es bis ins späte 19. Jahrhundert zu heftigen Auseinandersetzungen zwischen den Gemeindeteilen. Seit 1900 wurde Schloßberg durch die Nähe zu Rosenheim zum größten Ort im Gemeindegebiet.

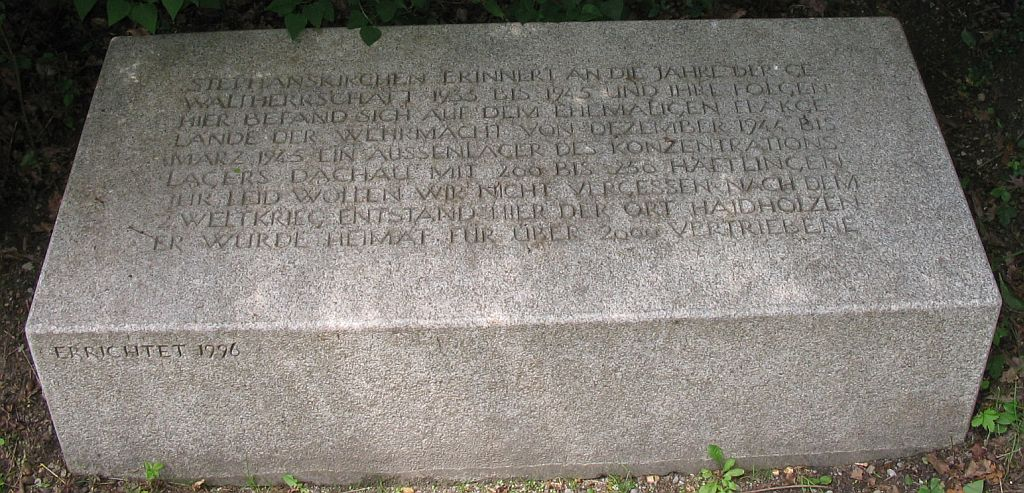
Gedenktafel für die von Dezember 1944 bis März 1945 in Haidholzen Inhaftierten

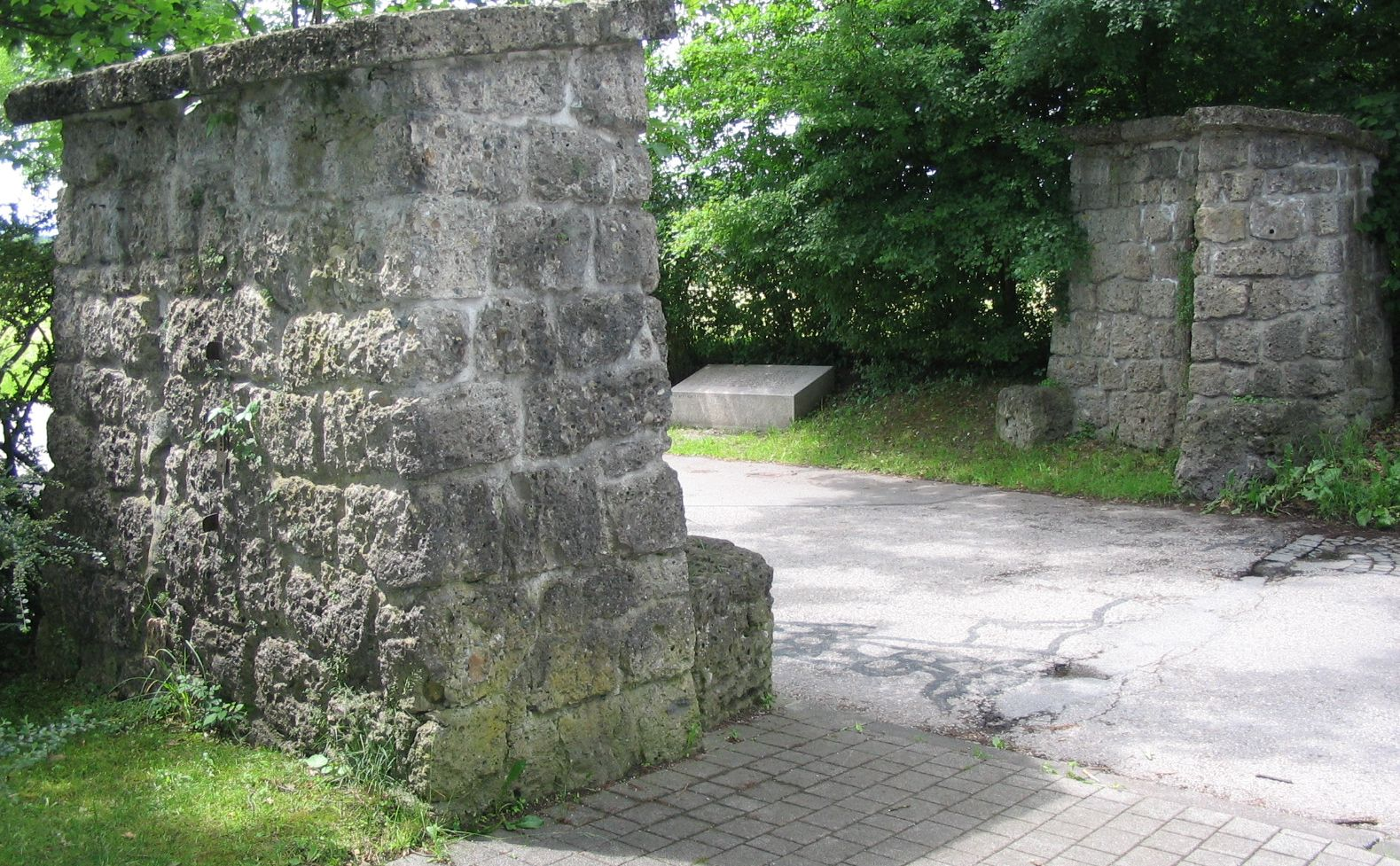
Eingangstore zur Flak-Kaserne

Von November 1944 bis April 1945 befand sich im Gemeindeteil Haidholzen das Außenlager Stephanskirchen des Konzentrationslagers Dachau, in dem etwa 250 KZ-Häftlinge Zwangsarbeit verrichten mussten. Die russischen, polnischen und französischen Kriegsgefangenen wurden in einer Barackensiedlung auf dem Gelände der dortigen Flak-Kaserne untergebracht. Das Hauptgebäude dieser Flak-Kaserne existiert heute noch, seit 1947 befinden sich darin die Produktionsanlagen einer Süßwarenfabrik. Die Häftlinge arbeiteten für regionale Auftraggeber und für die Chiemgauer Vertriebsgesellschaft O.H.G, ein Zweigwerk der Firma BMW, das in Stephanskirchen Flugzeugmotoren fertigte, seinen Betrieb aber nie voll aufnahm. Aus mehreren unabhängigen Quellen geht hervor, dass es im Außenlager Stephanskirchen auch zu Morden an Inhaftierten kam. Gegen Ende 1944 war das Werk Ziel von Luftangriffen, bei denen zwei Belegschaftsmitglieder starben. 30 % der Gebäudesubstanz und 20 % des Maschinenparks wurde zerstört, es entstand ein Schaden in Höhe von 250.000 RM. Auf Befehl Heinrich Himmlers wurde im März und April 1945 eine Evakuierung in rückwärtige Konzentrationslager durchgeführt, in deren Verlauf viele Häftlinge aus Erschöpfung starben oder von der SS erschossen wurden.
Nach dem Zweiten Weltkrieg kamen etwa 1500 Flüchtlinge und Heimatvertriebene nach Stephanskirchen und gründeten in der Nähe der Kaserne die Siedlung Haidholzen (→ Flüchtlingssiedlung). Straßennamen wie „Schlesierstraße“ oder „Sudetenlandstraße“ weisen bis heute auf die Herkunft dieser Vertriebenen hin (→ Flucht und Vertreibung 1945–1950).
2003 wurde in Schloßberg ein neues Rathaus eröffnet.

### Einwohnerstatistik
Zwischen 1988 und 2018 wuchs die Gemeinde von 9.035 auf 10.528 um 1.493 Einwohner bzw. um 16,5 %.

### Konfessionsstatistik
Ende September 2020 waren von den Einwohnern 54 % Römisch-katholisch, 12 % Evangelisch und 34 % Sonstige, keine Angabe und ohne Religionszugehörigkeit.

## Politik

### Gemeinderat
Die Kommunalwahlen 2020 führten zur folgenden Sitzverteilung im Gemeinderat von Stephanskirchen:
| Partei / Liste           | 2020 |
| ------------------------ | ---- |
| Parteifreie Bürger (PfB) | 8    |
| CSU                      | 6    |
| Grüne                    | 4    |
| BP                       | 2    |
| SPD                      | 2    |
| Freie Wähler Bayern      | 1    |
| AfD                      | 1    |
| Gesamt                   | 24   |

### Wappen
| | Blasonierung: „Geteilt von Grün und Silber; oben der wachsende heilige Stephan in silberner Kleidung mit goldenem Nimbus, in der Linken ein rotes Messbuch mit drei goldenen Steinen haltend; unten ein grüner Nachen (sogenannte Mutze).“ |
| Wappenbegründung: Das 1954 entworfene Gemeindewappen weist auf die historische Zweiteilung der Gemeinde hin: Oben symbolisiert der Heilige Stephanus mit goldenem Heiligenschein den Bereich Stephanskirchen. Er hält ein goldenes Messbuch mit drei goldenen Steinen in seinem linken Arm. Im unteren Teil des Wappens erinnert ein Nachen, eine so genannte Mutze, an die einstigen Erwerbsquellen in Schloßberg, Hofleiten und den Ortsteilen am Innufer: Schifffahrt und Fischfang. Das im Wappen dominierende Grün ist ein Hinweis auf die landwirtschaftlich geprägte Struktur der Gemeinde. | |

## Sehenswürdigkeiten
- Größte Kunstuhr der Welt in der Weinstube beim Gocklwirt (Erbauer: Josef Kreß 1880–1886)
- Pfarrkirche St. Georg in Schloßberg
- St. Stephanus (Stephanskirchen)
- Filialkirche St. Magdalena in Baierbach
- Kirche zu den heiligen 14 Nothelfern in Kleinholzen
- Wallfahrtskirche St. Leonhard in Leonhardspfunzen
- Brunnenkapelle in Leonhardspfunzen
- Schloss Innleiten, 1894 von Thomas Gillizer in neubarockem Stil im Ortsteil Innleiten erbaut

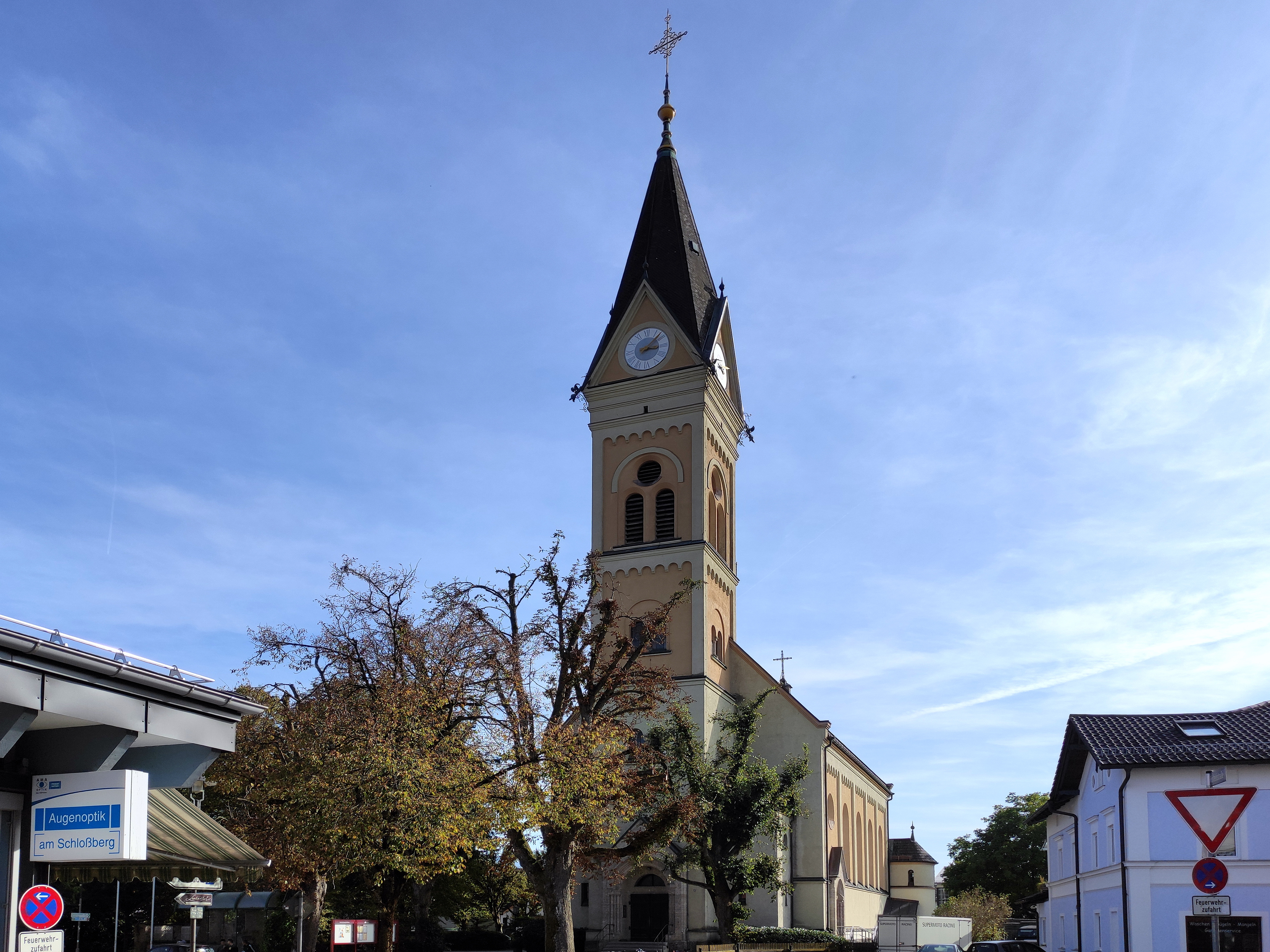
St. Georg in Schloßberg
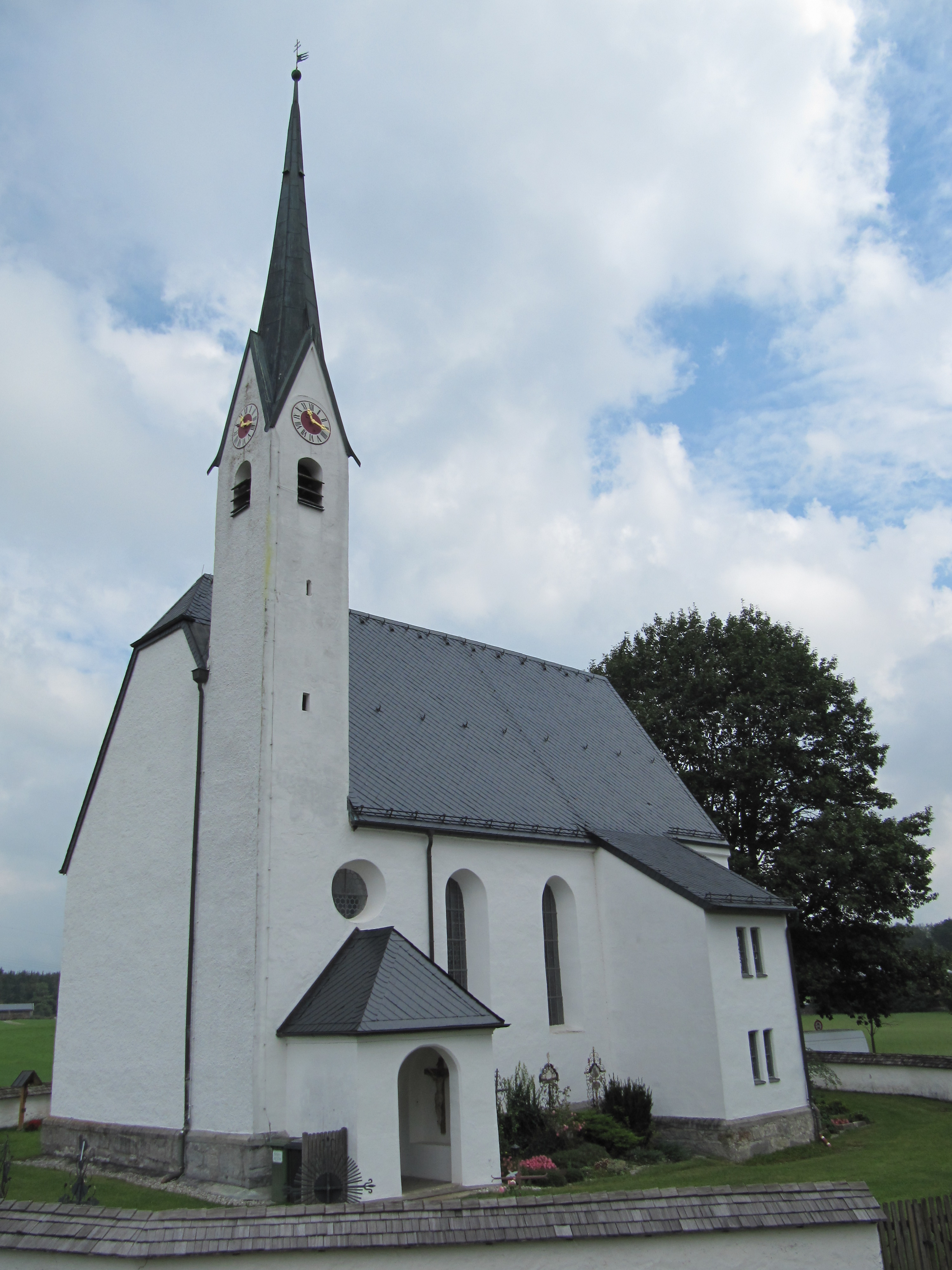
St. Magdalena in Baierbach
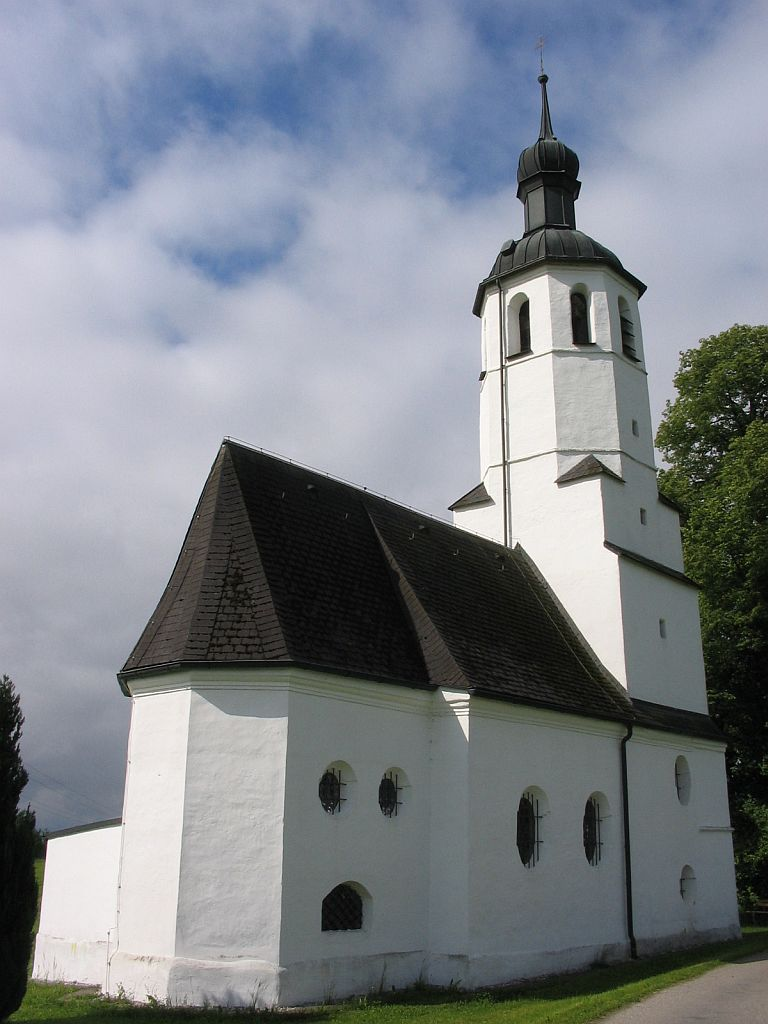
Kirche zu den heiligen 14 Nothelfern in Kleinholzen
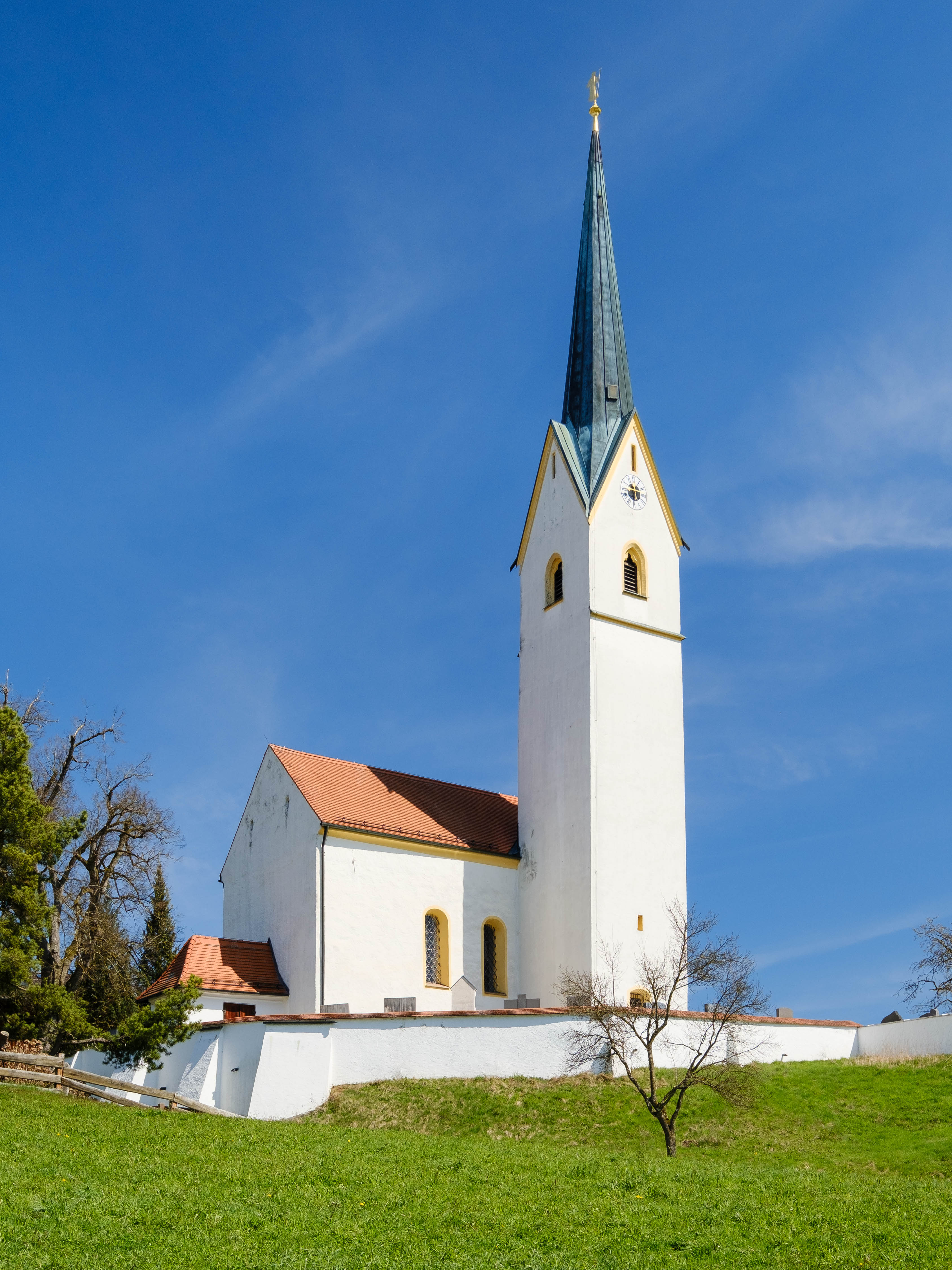
St. Leonhard in Leonhardspfunzen
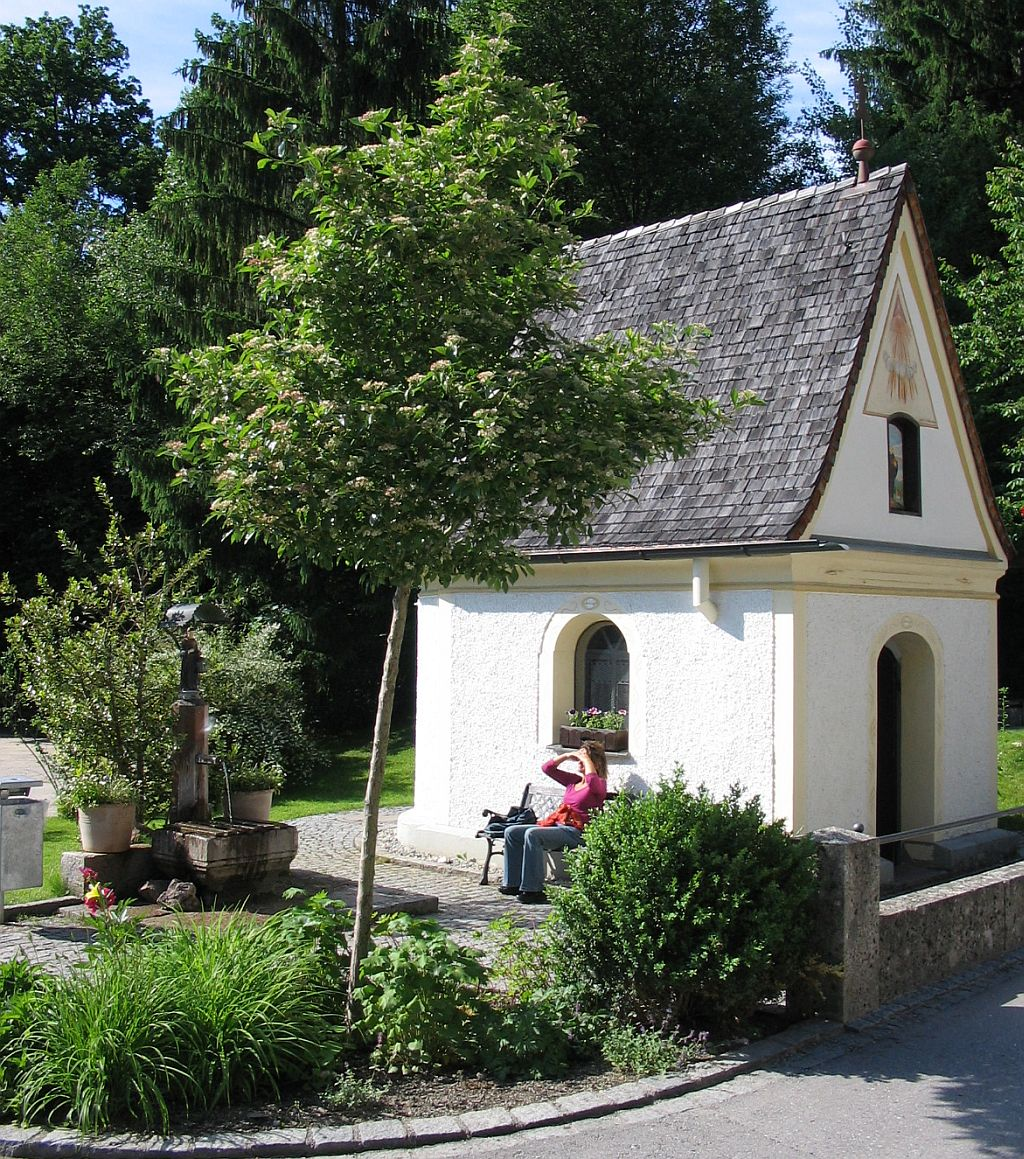
Brunnenkapelle und Quelle; St. Leonhard
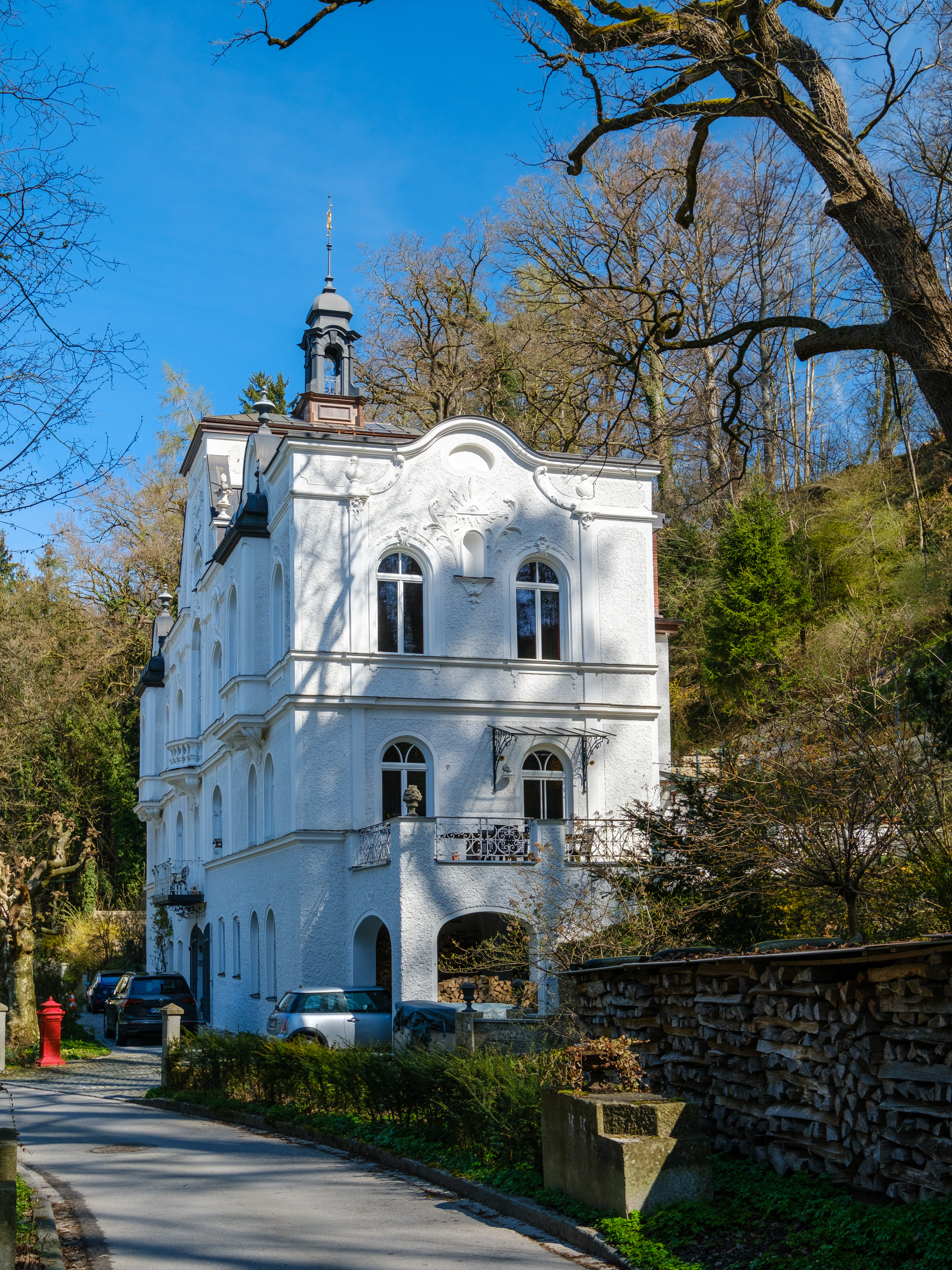
Schloss Innleiten

## Wirtschaft und Infrastruktur

### Verkehr
Stephanskirchen liegt an der Staatsstraße 2362, die eine direkte Verbindung nach Rosenheim herstellt. Von Rosenheim aus ist die A 8 über die B 15 erreichbar.
Durch die Gemeinde Stephanskirchen verläuft die Bahnstrecke München–Salzburg. Sie wird im Kursbuch der Deutschen Bahn unter der Streckennummer 951 geführt. Der Bahnhof wurde am 7. Mai 1860 als Kreuzungsbahnhof an der erst eingleisig gebauten Verbindung in Betrieb genommen. Er besaß neben dem Hauptgleis auch ein Ausweichgleis, dies konnte mit dem Ausbau der Strecke entfallen. Später wurde der Bahnhof erweitert, indem eine Waage, eine Erderampe, eine Wagendrehscheibe und Abstellgleise hinzukamen. Die Weichen wurden beidseitig handgestellt. Am 31. Mai 1981 wurde der Halt aufgrund von Fahrgastmangel aufgegeben. Zuletzt hatte der Bahnhof vereinzelt im Ausflugsverkehr zwischen Rosenheim und Freilassing Bedeutung. Am 25. November 1985 wurde auch der Güterverkehr eingestellt und die Station stillgelegt. Das Empfangsgebäude wird heute privat genutzt.
Heute wird Stephanskirchen im öffentlichen Personennahverkehr nur noch durch drei Buslinien der RVO bedient. Die Linie 9496 fährt Montag bis Freitag von Rosenheim über Stephanskirchen und Riedering nach Aschau im Chiemgau ungefähr im Zweistundentakt. An Samstagen verkehren einzelne Busse, an Sonntagen ist kein Betrieb. Die Linie 9497 ist mit gleichem Fahrplanangebot zwischen dem Bahnhof Rosenheim über Stephanskirchen, Riedering, Rimsting und dem Bahnhof Prien am Chiemsee unterwegs. An Samstagen fahren auf der Buslinie 9497 nur zwei Kurse, an Sonntagen ist kein Betrieb. Linie 9498 verstärkt das Angebot zwischen Rosenheim und Stephanskirchen.

### Ansässige Unternehmen
- Arnold & Richter Cine Technik GmbH & Co Betriebs KG
- Hamberger Industriewerke
- Marc O’Polo GmbH

### Stromversorgung
Ab 2019 ist die INNergie für das Niederspannungs- und Mittelspannungsnetz in Stephanskirchen der Stromnetzbetreiber. Bis 2019 war Bayernwerk der Netzbetreiber. Technische Unterstützung erhaltet die INNergie von den Stadtwerken Rosenheim.

### Schulen und Kindergärten

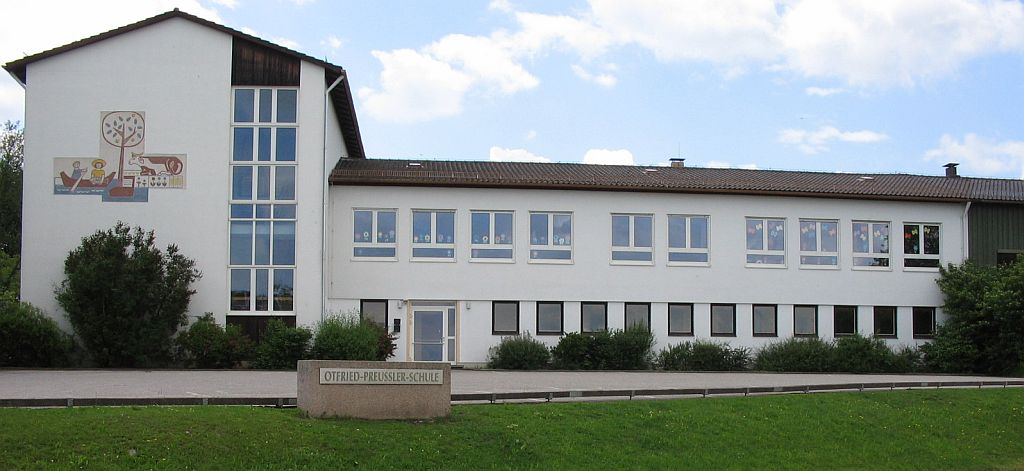
Otfried-Preußler-Schule; Foto von 2009

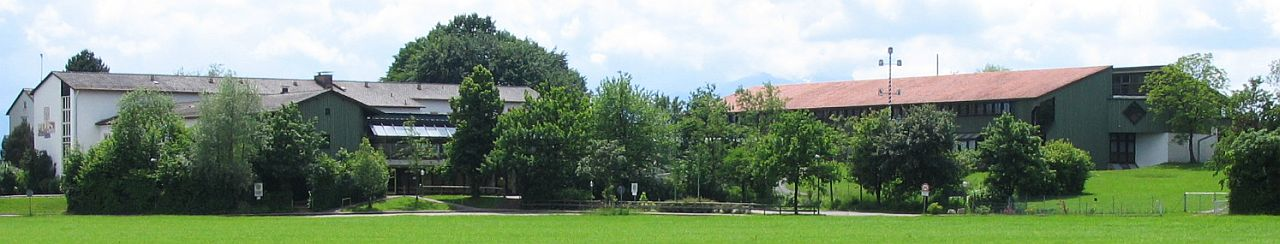
Otfried-Preußler-Schule; Foto von 2009

Die Grund- und Mittelschule im Ortsteil Stephanskirchen befindet sich heute in einem 1978 errichteten Gebäudekomplex, mit dem die Schule eine wesentliche Erweiterung erfuhr; sie wurde zu Ehren des in Haidholzen ansässigen Buchautors Otfried Preußler († 2013),
der von 1953 bis 1970 zunächst als Volksschullehrer, dann als Rektor an dieser Schule tätig war, in
Otfried-Preußler-Schule benannt. Sie ist die derzeit einzige mitarbeitende UNESCO-Projektschule aller Volksschulen in Bayern. Rund 550 Schülerinnen und Schüler sind auf insgesamt 25 Klassen verteilt. Die Grundschule umfasst acht Klassen, die Hauptschule 17 Klassen, davon sechs im Mittlere-Reife-Zug. Eine Nachmittagsbetreuung der Grundschule wird durch den Verein „KinderArche“ angeboten.
Die Schule Dr. Houghton e. V. unterhielt in den späten 1970er Jahren die Sonnenholzschule. Später zog die Schule um in das Landschulheim Elkofen.
Im Gemeindeteil Schloßberg befindet sich die „Volksschule Schloßberg“, eine zweizügige Grundschule für etwa 200 Schüler.
Die Gemeinde verfügt darüber hinaus über fünf Kindergärten mit Krippe: Den katholischen Kindergarten „St. Georg“ in Schloßberg, den katholischen Kindergarten „Sonnenschein“ sowie das Haus für Kinder "Räuber Hotzenplotz" der AWO in Haidholzen, den katholischen Pfarrkindergarten „Bärenstube“ in Stephanskirchen sowie den evangelischen Kindergarten „Regenbogen“ in Schloßberg.
1977 wurde in Stephanskirchen eine Musikschulaußenstelle und 1986 die Musikschule Stephanskirchen als Zweigstelle der Musikschule Rosenheim e. V. eingerichtet. Unterrichtsort ist das rote Schulhaus am Schloßberg. Ein Abschlusskonzert der Musikschule Stephanskirchen findet jährlich im Antrettersaal statt.

## Persönlichkeiten
- Manfred Bacher (1923–1994), Autor (Lausbuben gibt’s, Immer bin ich’s gewesen, Theaterstück: Die Flurbereinigung)
- Nikolaus Graf zu Dohna-Schlodien (1879–1956), Marineoffizier, Führer eines Freikorps und Schriftsteller, wohnte seit Mitte der 1930er Jahre bis zu seinem Tode in Baierbach
- Ernst Hannawald (* 1959), Schauspieler
- Fred Hendschel (1879–1916), US-amerikanischer Schwimmer
- Armin Kratzert (* 1957), Schriftsteller, in Stephanskirchen aufgewachsen
- Rainer Krug (* 1968), Vizeweltmeister Snowboard 1996
- Erika Maria Lankes (* 1940), Bildhauerin, u. a. Kulturpreis der Stadt Rosenheim 2003, lebt in Stephanskirchen[15]
- Franz Neubauer (1930–2015), Politiker (CSU), ehemaliger Landtagsabgeordneter und bayer. Staatsminister für Arbeit und Soziales, 1984–1986 Vorsitzender der  Sudetendeutschen Landsmannschaft
- Otfried Preußler (1923–2013), Kinderbuchautor (Krabat, Die kleine Hexe, Der Räuber Hotzenplotz), war Lehrer und Rektor in Stephanskirchen
- Hermann Zenz (1926–2009), CSU-Politiker, Abgeordneter (MdL), lebte in Stephanskirchen im Gemeindeteil Schloßberg